# Scopelo
Scòpelo (in greco Σκόπελος?, Skópelos) è un'isola della Grecia che, insieme ad Alonneso e a Sciato, fa parte dell'arcipelago delle Sporadi settentrionali. È la più grande nonché la più abitata isola di tale arcipelago. In età antica l'isola era nota con il nome di Pepareto.
Dal punto di vista amministrativo, a seguito della riforma amministrativa detta Programma Callicrate in vigore dal gennaio 2011 che ha abolito le prefetture e accorpato numerosi comuni il comune di Scopelo occupa ora la superficie dell'intera isola con 4 696 abitanti al censimento 2001 e appartiene alla periferia della Tessaglia (unità periferica delle Sporadi).

## Descrizione
Isola dell'Egeo a est di Sciato e ad ovest di Alonneso, la sua forma è lunga e stretta, la sua superficie misura 95,8 km². Il porto di Scopelo è raggiunto da catamarani da Salonicco (circa 2 ore e mezzo) da Agios Konstantinos e da Volo (circa 2 ore) e da traghetti di linea.
Le spiagge più belle si trovano ad ovest dell'isola a nord della baia di Panormos. L'acqua è pulitissima, la sabbia è rara, quasi tutte le spiagge sono sassose. In alcuni luoghi è permesso il nudismo. È possibile affittare motorini e girare l'intera isola in tranquillità.
La sera l'unico luogo in cui si svolge vita mondana è il porto di Scopelo con vari ristoranti un paio di club e un paio di discoteche. Scopelo si può definire sicuramente più movimentata della selvaggia Alonneso.

## Curiosità
Nel 2008 sulle isole di Sciato e Scopelo è stato girato il film Mamma mia! con Meryl Streep e Pierce Brosnan; nel film è chiamata "isola di Kalokairi".